# Eupithecia cocoata
Eupithecia cocoata är en fjärilsart som beskrevs av Richard F. Pearsall 1908. Eupithecia cocoata ingår i släktet Eupithecia och familjen mätare. Inga underarter finns listade i Catalogue of Life.